# Wasserkraftwerk Huampaní
Das Wasserkraftwerk Huampaní (span. Central Hidroeléctrica Huampaní) befindet sich am Rande der peruanischen Westkordillere, am Unterlauf des Río Rímac. Es liegt 30 km östlich der Landeshauptstadt Lima im Distrikt Lurigancho in der Provinz Lima der Verwaltungsregion Lima. Betrieben wird die Anlage von Enel.
Das Wasserkraftwerk Huampaní bildet den untersten Teil einer Kraftwerkskaskade. Oberstrom befindet sich das Wasserkraftwerk Moyopampa.
Die erste Kraftwerkseinheit des Wasserkraftwerks Huampaní wurde 1960 in Betrieb genommen. Das Kraftwerk ist mit 2 horizontal gerichteten Francis-Turbinen ausgestattet. Die installierte Gesamtleistung beträgt 30 MW. Die Brutto-Fallhöhe liegt bei 177 m, die Ausbauwassermenge 21 m³/s.
Das vom Kraftwerk genutzte Wasser wird an einem 10,5 km flussaufwärts gelegenen Wehr (⊙) abgeleitet. Unterhalb des Kraftwerks gelangt das Wasser wieder in den Fluss.